# Kōnstantinos Mintikkīs
Kōnstantinos Mintikkīs (in greco Κωνσταντίνος Μιντίκκης?; Nicosia, 14 luglio 1989) è un ex calciatore cipriota, di ruolo difensore.

## Statistiche

### Cronologia presenze e reti in nazionale
| Cronologia completa delle presenze e delle reti in nazionale ― Cipro | Cronologia completa delle presenze e delle reti in nazionale ― Cipro | Cronologia completa delle presenze e delle reti in nazionale ― Cipro | Cronologia completa delle presenze e delle reti in nazionale ― Cipro | Cronologia completa delle presenze e delle reti in nazionale ― Cipro | Cronologia completa delle presenze e delle reti in nazionale ― Cipro | Cronologia completa delle presenze e delle reti in nazionale ― Cipro | Cronologia completa delle presenze e delle reti in nazionale ― Cipro |
| Data                                                                 | Città                                                                | In casa                                                              | Risultato                                                            | Ospiti                                                               | Competizione                                                         | Reti                                                                 | Note                                                                 |
| -------------------------------------------------------------------- | -------------------------------------------------------------------- | -------------------------------------------------------------------- | -------------------------------------------------------------------- | -------------------------------------------------------------------- | -------------------------------------------------------------------- | -------------------------------------------------------------------- | -------------------------------------------------------------------- |
| 6-9-2019                                                             | Nicosia                                                              | Cipro                                                                | 1 – 1                                                                | Kazakistan                                                           | Qual. Euro 2020                                                      | -                                                                    | 7’                                                                   |
| 10-10-2019                                                           | Nicosia                                                              | Kazakistan                                                           | 1 – 2                                                                | Cipro                                                                | Qual. Euro 2020                                                      | -                                                                    | 44’ 45’                                                              |
| Totale                                                               |                                                                      | Presenze                                                             | 2                                                                    |                                                                      | Reti                                                                 | 0                                                                    |                                                                      |